# Dov'è mio figlio
Dov'è mio figlio è un film per la TV del 2000 diretto da Lucio Gaudino.

## Trama
Sharon, una donna di origine italiana, sta collaborando alla campagna elettorale di suo marito Ellis Cameron, per diventare sindaco di Miami; suo figlio Tommy, un bambino di dieci anni, viene però rapito durante una convention elettorale con molti profughi cubani: i rapitori chiedono che Cameron si ritiri dalla campagna elettorale. Il mondo sembra crollare addosso a Sharon, in gran segreto decide di volare a Cuba dove ha saputo che è stato portato suo figlio. All'Avana Sharon incontra Carlos, un giornalista tedesco che lavora da molti anni sull'isola come interprete e la cui vita è stata distrutta da un incidente stradale in cui sono morti la moglie e il figlio. Carlos e Sharon sono attratti subito uno dall'altro, Carlos è molto colpito dal coraggio della giovane donna e dopo qualche esitazione iniziale decide di aiutarla: insieme vanno alla ricerca di Tommy, trovandosi ad attraversare situazioni molto pericolose e finendo con l'innamorarsi. Dopo numerose avventure trovano Tommy e lo liberano, scoprendo che il bambino non è stato rapito dai cubani.

## Distribuzione
Il film, una coproduzione italo tedesca cubana, è stato girato a Cuba nel 1999. È stato prodotto dalla Dap, dalla Taurus film e da Mediaset. È stato trasmesso per la prima volta in Italia da Rete 4 nel 2000.